# Les Ogres de Barback
Les Ogres de Barback ist eine französische Band, bestehend aus vier Geschwistern. Alle vier spielen verschiedene Instrumente, sodass ihre Lieder stilistisch sehr variantenreich sind. Die Gruppe produziert sich selbst.
Ihre Musik ist sowohl von berühmten Chansonniers wie Renaud oder Georges Brassens als auch von der alternativen Musikszene der 1980er Jahre sowie von osteuropäischen Musikstilen beeinflusst.
Auch Manu Chao hat schon den einen oder anderen Auftritt mit ihnen absolviert.

## Diskografie

### Studioalben
- 1997: Rue du temps
- 1999: Irfan le Héros
- 2000: Fausses notes & repris de justesse
- 2001: Croc’noces
- 2002: La pittoresque histoire de Pitt’ocha (FR: Silber)

| Jahr | Titel                                  | Höchstplatzierung, Gesamtwochen, AuszeichnungChartplatzierungen (Jahr, Titel, Platzierungen, Wochen, Auszeichnungen, Anmerkungen) | Höchstplatzierung, Gesamtwochen, AuszeichnungChartplatzierungen (Jahr, Titel, Platzierungen, Wochen, Auszeichnungen, Anmerkungen) | Anmerkungen |
| Jahr | Titel                                  | FR | BEW | Anmerkungen |
| ---- | -------------------------------------- | --- | --- | ----------- |
| 2004 | Terrain vague                          | FR29 Silber · (36 Wo.)FR | BEW91 (1 Wo.)BEW |             |
| 2007 | Du simple au néant                     | FR17 Silber · (23 Wo.)FR | BEW70 (3 Wo.)BEW |             |
| 2009 | Pitt Ocha 2 au pays des mille collines | FR32 (25 Wo.)FR | — |             |
| 2011 | Comment je suis devenu voyageur        | FR16 (11 Wo.)FR | BEW38 (5 Wo.)BEW |             |
| 2012 | La fabrique à chansons                 | FR91 (6 Wo.)FR | BEW114 (2 Wo.)BEW |             |
| 2013 | Pitt Ocha et la tisane de couleurs     | FR47 (11 Wo.)FR | BEW172 (1 Wo.)BEW |             |
| 2014 | Vous m’emmerdez!                       | FR17 (11 Wo.)FR | BEW81 (5 Wo.)BEW |             |
| 2019 | Amours grises & colères rouges         | FR22 (25 Wo.)FR | BEW163 (1 Wo.)BEW |             |
| 2021 | La commune refleurira                  | FR160 (1 Wo.)FR | — |             |

### Livealben
| Jahr | Titel                                           | Höchstplatzierung, Gesamtwochen, AuszeichnungChartplatzierungen (Jahr, Titel, Platzierungen, Wochen, Auszeichnungen, Anmerkungen) | Höchstplatzierung, Gesamtwochen, AuszeichnungChartplatzierungen (Jahr, Titel, Platzierungen, Wochen, Auszeichnungen, Anmerkungen) | Anmerkungen |
| Jahr | Titel                                           | FR | BEW | Anmerkungen |
| ---- | ----------------------------------------------- | --- | --- | ----------- |
| 2005 | Les Ogres de Barback et la Fanfare du Belgistan | FR52 Silber · (16 Wo.)FR | — |             |
| 2006 | Avril et vous                                   | FR42 (18 Wo.)FR | BEW91 (1 Wo.)BEW |             |
| 2015 | 20 ans!                                         | FR44 (7 Wo.)FR | — |             |
| 2020 | Chanter libre et fleurir                        | FR90 (1 Wo.)FR | — |             |

Weitere Livealben
- 2002: Un air, deux familles (mit Les Hurlements d’Léo, FR: Silber)
- 2017: Latcho Drom - Live 2017
- 2018: Quercy-Pontoise

### Singles
| Jahr | Titel Album          | Höchstplatzierung, Gesamtwochen, AuszeichnungChartsChartplatzierungen (Jahr, Titel, Album, Platzierungen, Wochen, Auszeichnungen, Anmerkungen) | Anmerkungen |
| Jahr | Titel Album          | FR | Anmerkungen |
| ---- | -------------------- | --- | ----------- |
| 2014 | Ohm Vous m’emmerdez! | FR167 (1 Wo.)FR |             |

### Videoalben
- 2002: Un air, deux familles (mit Les Hurlements d’Léo)